# Aviculopecten
Genre
Aviculopecten est un genre de mollusques bivalves qui vivait Dévonien inférieur et au Trias supérieur en Asie, en Australie, en Europe, en Amérique du Nord, et en Amérique du Sud.
Ce genre est connu à partir d'un fossile d'Aviculopecten subcardiformis datant d'il y a 345 millions d'années et retrouvé dans la formation de Logan à Wooster. Il s'agit de l'impression de la valve gauche avec des marques de la coquille bien visibles.

## Liste d'espèces
Selon Paleobiology Database (7 juin 2014) :
- Aviculopecten altus
- Aviculopecten appalachianus
- Aviculopecten arctisulcatus
- Aviculopecten artiensis
- Aviculopecten asiaticus
- Aviculopecten ballingerana
- Aviculopecten basilicus
- Aviculopecten batesvillensis
- Aviculopecten beipeiensis
- Aviculopecten bellatulus
- Aviculopecten bertrandi
- Aviculopecten bouei
- Aviculopecten caodigouensis
- Aviculopecten columbianus
- Aviculopecten coryeanus
- Aviculopecten coxanus
- Aviculopecten crebristriatus
- Aviculopecten crenistriatus
- Aviculopecten cunctatus
- Aviculopecten cypticostatus
- Aviculopecten densistriatus
- Aviculopecten derajatensis
- Aviculopecten diemenensis
- Aviculopecten disjunctus
- Aviculopecten draschei
- Aviculopecten eaglensis
- Aviculopecten expositus
- Aviculopecten flabellum
- Aviculopecten frederixi
- Aviculopecten germanus
- Aviculopecten giganteus
- Aviculopecten girtyi
- Aviculopecten gradicosta
- Aviculopecten gryphus
- Aviculopecten guangxiensis
- Aviculopecten halensis
- Aviculopecten hardmani
- Aviculopecten hataii
- Aviculopecten hayasakai
- Aviculopecten idahoensis
- Aviculopecten imbricatus
- Aviculopecten inspeciosus
- Aviculopecten jabiensis
- Aviculopecten jennyi
- Aviculopecten kaibabensis
- Aviculopecten katwahiensis
- Aviculopecten keoughensis
- Aviculopecten khinganensis
- Aviculopecten kunlunensis
- Aviculopecten latrobensis
- Aviculopecten lobanovae
- Aviculopecten lopingensis
- Aviculopecten malayensis
- Aviculopecten mayesensis
- Aviculopecten mazonensis
- Aviculopecten mccoyi
- Aviculopecten minutum
- Aviculopecten misrikhanensis
- Aviculopecten moorei
- Aviculopecten morahensis
- Aviculopecten morrowensis
- Aviculopecten multilineatus
- Aviculopecten multiradiatus
- Aviculopecten multiscalptus
- Aviculopecten nikolaewi
- Aviculopecten nitidus
- Aviculopecten nodocosta
- Aviculopecten occidentalis
- Aviculopecten onukii
- Aviculopecten orientalis
- Aviculopecten ozarkensis
- Aviculopecten panxianensis
- Aviculopecten paradoxus
- Aviculopecten pealei
- Aviculopecten peculiaris
- Aviculopecten pitkinensis
- Aviculopecten praecox
- Aviculopecten prototextorius
- Aviculopecten pseudoctenostreon
- Aviculopecten pseudoradiatus
- Aviculopecten punjabensis
- Aviculopecten qinghaiensis
- Aviculopecten regularis
- Aviculopecten rossiensis
- Aviculopecten ruklensis
- Aviculopecten scheremetus
- Aviculopecten serdobowae
- Aviculopecten shiroshitai
- Aviculopecten sicanus
- Aviculopecten simplicus
- Aviculopecten squamiger
- Aviculopecten squamula
- Aviculopecten squamula
- Aviculopecten subparadoxus
- Aviculopecten subregularis
- Aviculopecten subtristriatus
- Aviculopecten sulaensis
- Aviculopecten sumnerensis
- Aviculopecten tompo
- Aviculopecten tristriatus
- Aviculopecten uralicus
- Aviculopecten verbeeki
- Aviculopecten waageni
- Aviculopecten wilczekiformis
- Aviculopecten winchelli
- Aviculopecten wynnei
- Aviculopecten xiaoyuanchongensis
- Aviculopecten yunnanensis